# Sergio Gonella
Sergio Gonella (* 23. Mai 1933 in Asti; † 19. Juni 2018 ebenda) war ein italienischer Fußballschiedsrichter. Er leitete das Finale der Fußball-Weltmeisterschaft 1978.

## Karriere
Gonella leitete bereits in den 1960er Jahren Spiele in der Serie A; 1974 pfiff er das italienische Pokalfinale zwischen dem FC Bologna und der US Palermo. Als er 1978 seine Laufbahn beendete, hatte er 175 Einsätze in der Serie A in seiner Statistik.
Gonellas internationale Karriere begann 1972. In diesem Jahr pfiff er das Finale der U-23-Europameisterschaft, das die Tschechoslowakei gewann. 1975 leitete er das Supercup-Spiel zwischen Dynamo Kiew und Bayern München. Bei der Fußball-Europameisterschaft 1976 war Gonella Schiedsrichter des Endspiels in Belgrad zwischen der DFB-Auswahl und der Tschechoslowakei, das die ČSSR im Elfmeterschießen für sich entschied. 
Zwei Jahre später war Gonella bei der Weltmeisterschaft in Argentinien im Einsatz. In der Vorrunde leitete er das 0:0 zwischen Brasilien und Spanien. Einer seiner Linienrichter in dieser Begegnung war Abraham Klein, der in der Vorrunde den 1:0-Sieg Italiens gegen die Gastgeber leitete und dabei den Gastgebern korrekt einen reklamierten Elfmeter verweigerte. Aufgrund seiner guten Leistung auch in der Zwischenrunde sollte Klein anschließend das Finale zwischen Argentinien und den Niederlanden pfeifen. Argentinien wurde zu der Zeit von rechtsgerichteten Militärs regiert, und der Verband der Gastgeber meldete wegen Kleins jüdischer Herkunft Bedenken an. Klein hatte als 13-Jähriger ein Jahr in der niederländischen Stadt Apeldoorn gelebt.
Der FIFA-Schiedsrichterverantwortliche Artemio Franchi nominierte schließlich für das Endspiel seinen italienischen Landsmann Gonella, während Klein die Leitung des Spiels um Platz drei erhielt. Gonella war in der Zwischenrunde allerdings als Schiedsrichter nicht zum Einsatz gekommen (1978 gab es wie auch bei der WM 1974 keine Viertel- oder Halbfinalspiele, sondern eine zweite Finalrunde mit zwei Gruppen à vier Mannschaften – die beiden Gruppensieger bestritten dann das Endspiel). 
Von 1998 bis 2000 war Gonella Präsident des italienischen Schiedsrichterverbands Associazione Italiana Arbitri.